# Cathédrale de la Dormition de Kharkiv
Pour les articles homonymes, voir Cathédrale de la Dormition.
 (février 2024).
La cathédrale de la Dormitiontion-de-la-Bienheureuse-Vierge-Marie (en russe : Успенский собор (Харьков) ; en ukrainien : Свято-Успенський собор (Харків)), est une cathédrale de l'Église orthodoxe ukrainienne, regroupant la partie orientale du pays. Elle était la principale église de Kharkiv jusqu'à la construction de la cathédrale diocésaine de l'Annonciation à Kharkiv.

## Historique
Lors de la reconstruction de la forteresse de Kharkiv, en 1656 une église en bois est mentionnée et en 1685 est décidée la construction du bâtiment en pierre. Elle se situe place de l'Université.

### XIXesiècleet débutXXesiècle
En 1780 elle fut restaurée et reconsacrée en honneur de la Dormition, jusque là elle était au nom de l'Assomption. Entre 1820 et 1830 un clocher de  90 mètres lui fut adjoint et restera longtemps le plus haut monument de la ville et le second de l'Ukraine, selon le Philarète Goumilevski, historien, cette tour Alexandre a été élevée pour honorer le tzar Alexandre qui a chassé Napoléon de la terre russe.

### Époque soviétique
Le 17 février 1930 l'église est confisquée, les cinq coupoles furent détruites et le bâtiment donné à l'administration de la ville.

### Aujourd'hui
En 2006 l'église est redonnée au patriarcat de Moscou qui la partage avec la société philharmonique.
Le 2 mars 2022, certaines œuvres d'art et vitraux de la cathédrale ont été endommagés par un missile de croisière.

## Photographies

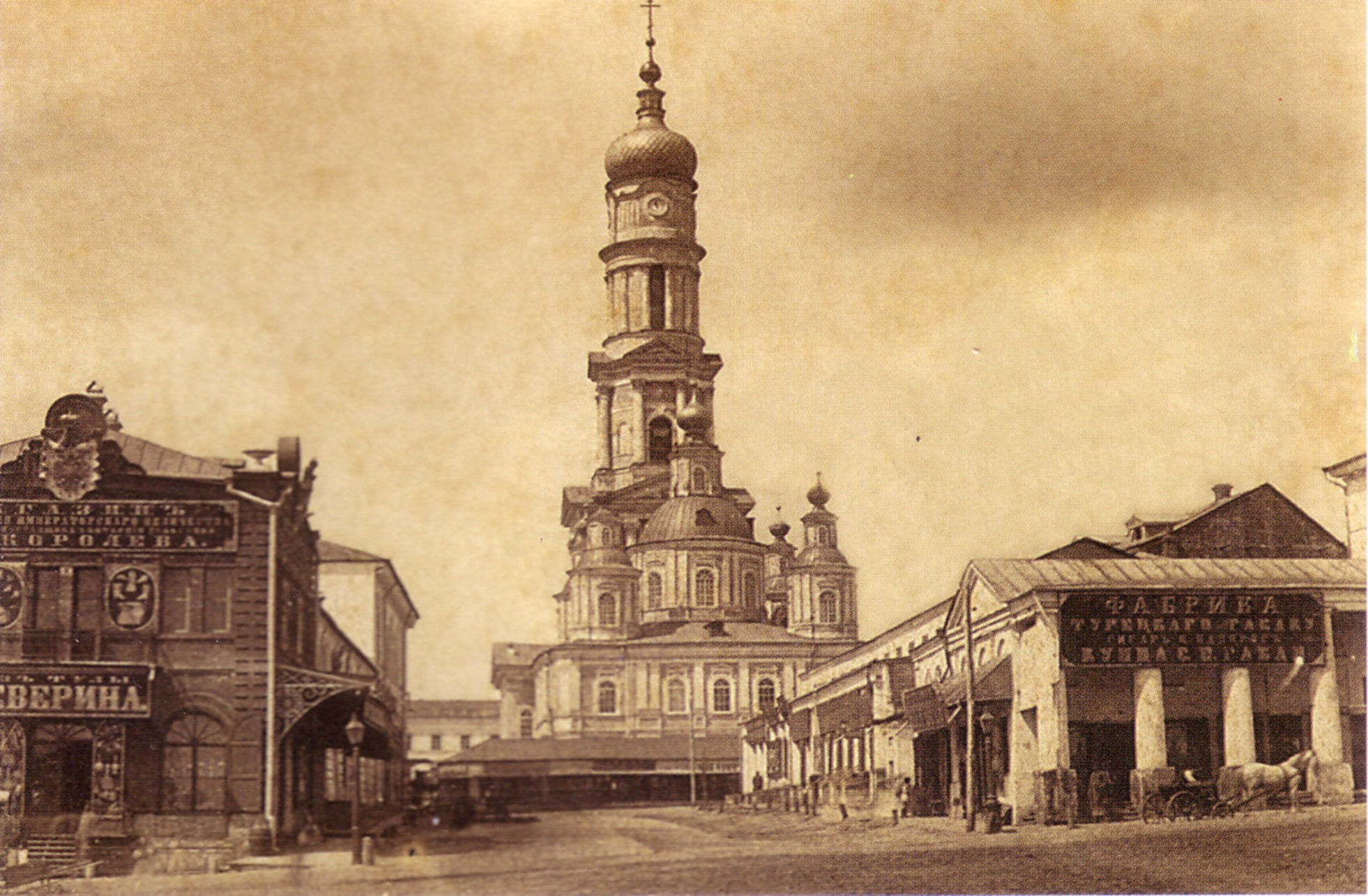
En 1860
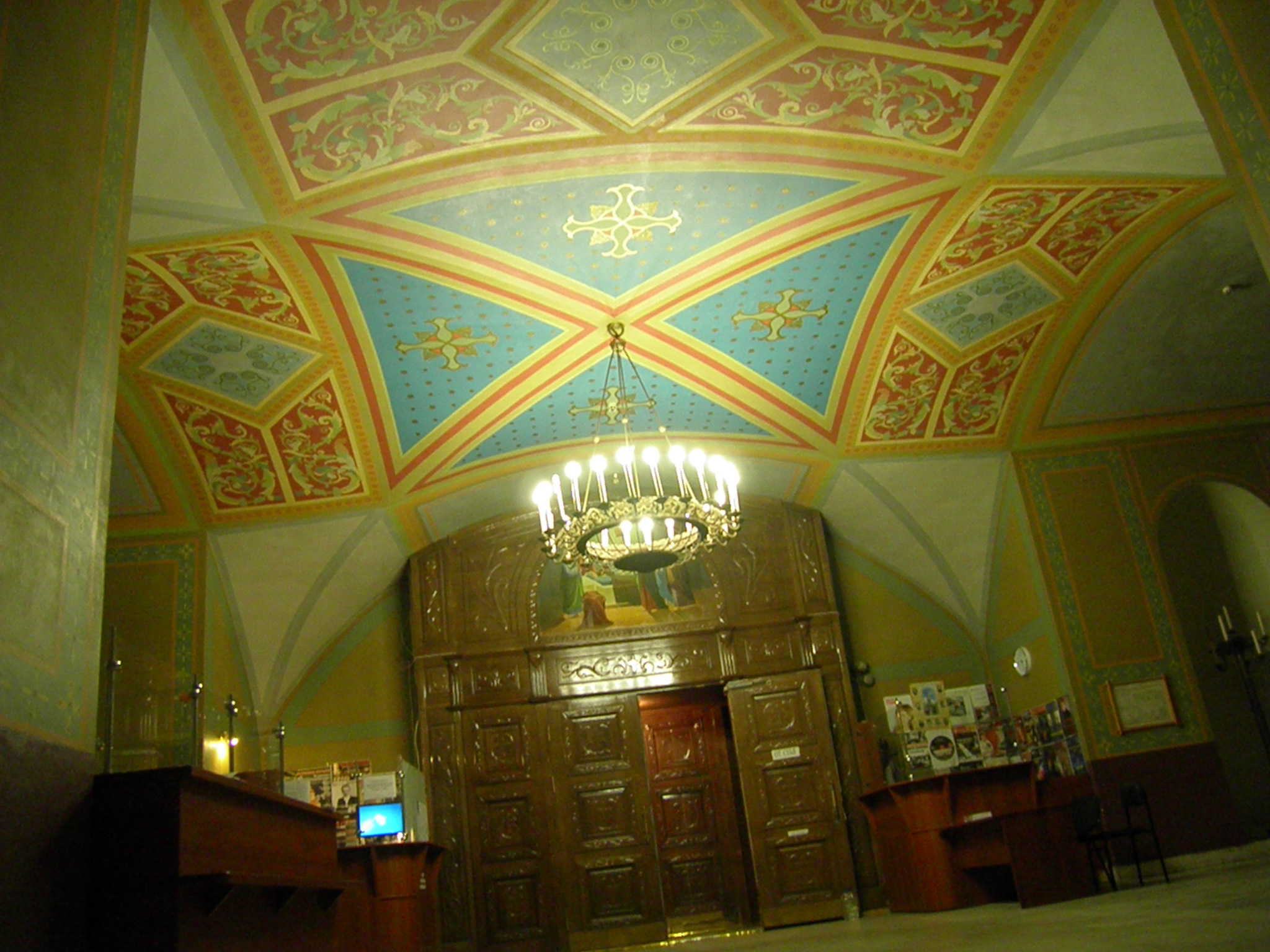
l'intérieur
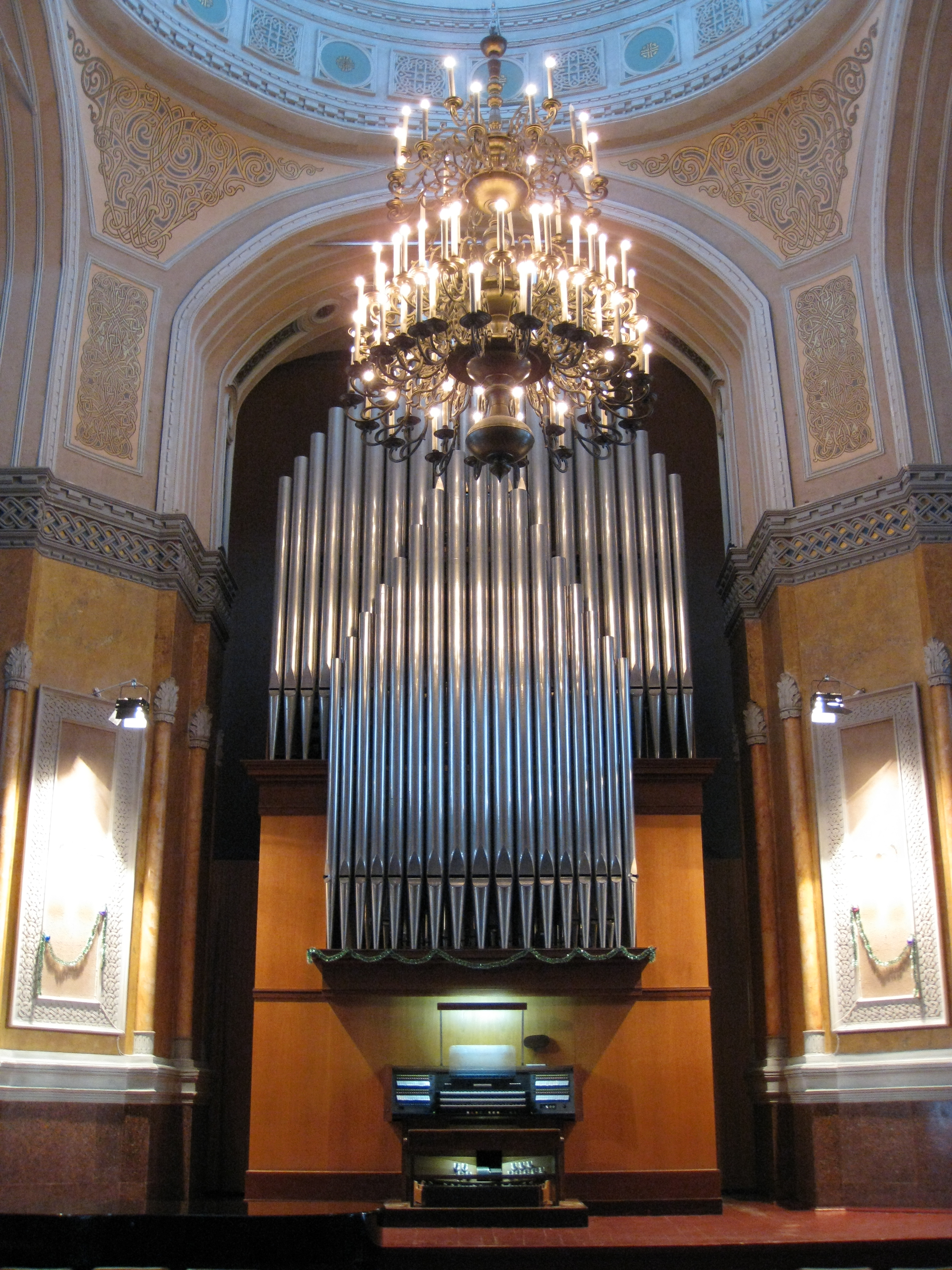
avec son orgue,
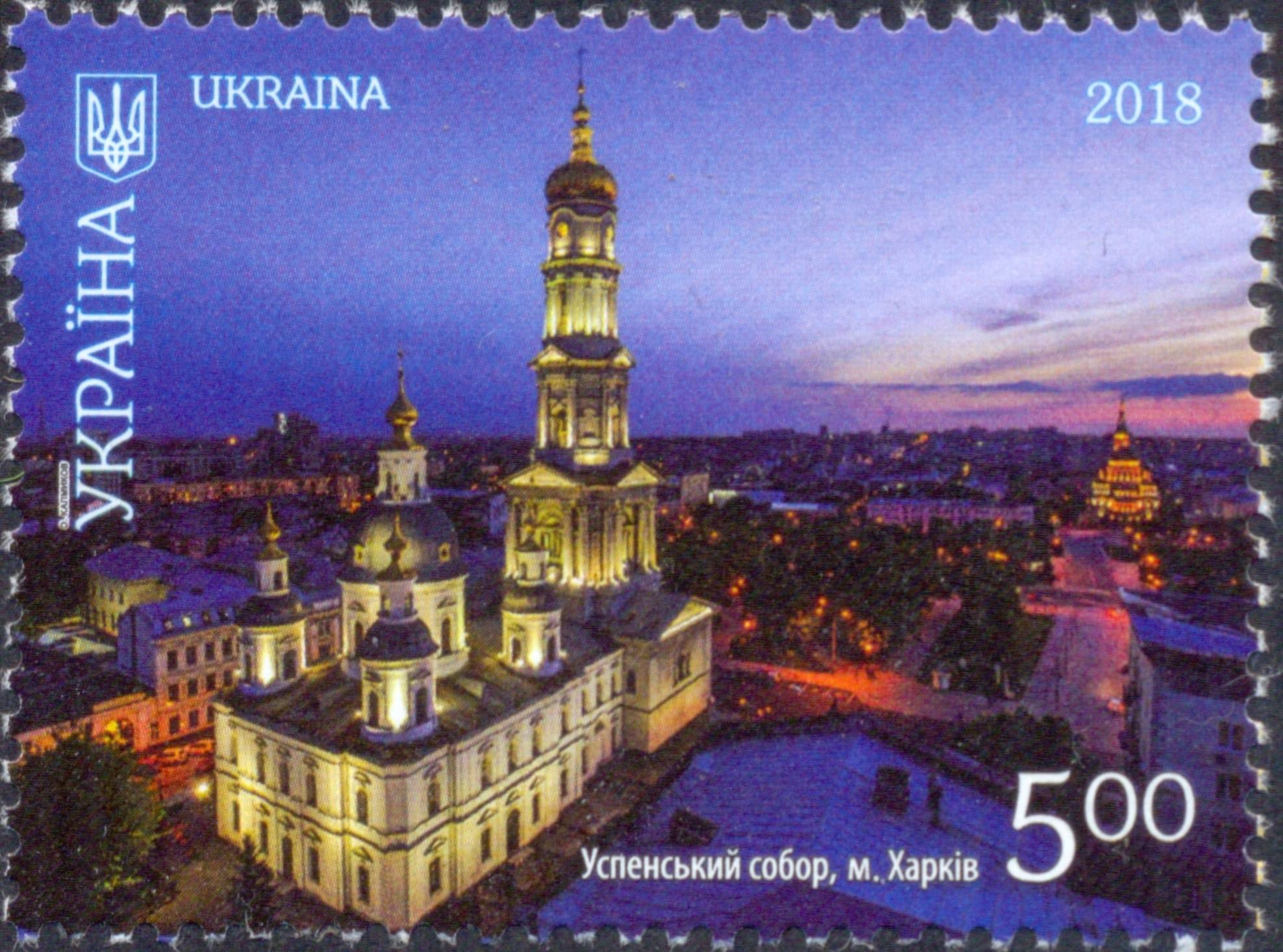
sur un timbre poste de 2018.
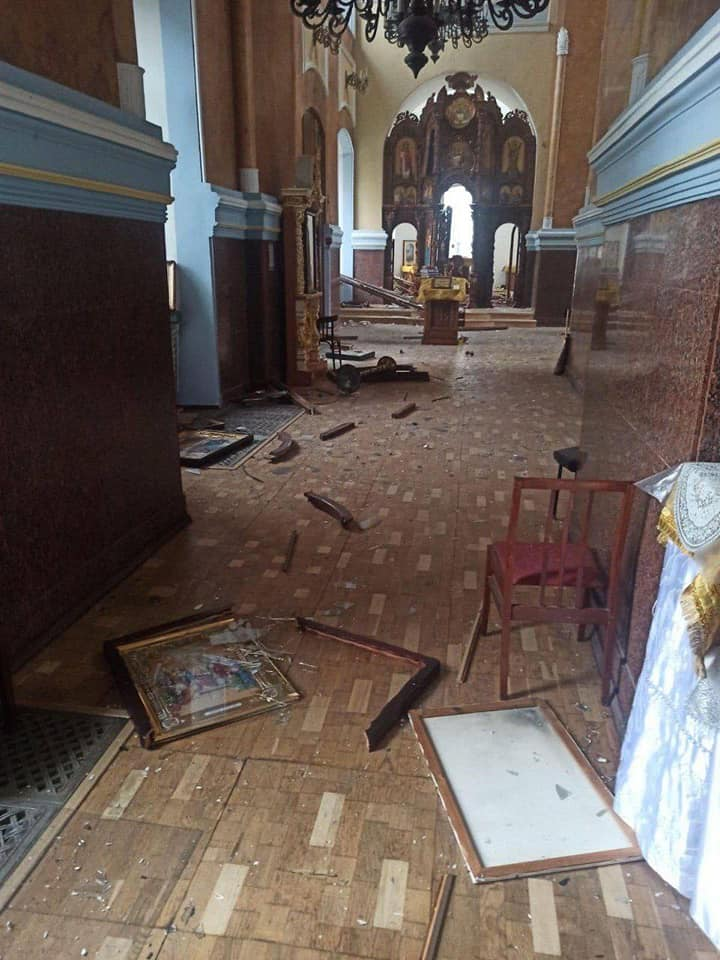
Touchée le 2 mars 2022 par un bombardement russe.